# Amber Rose
Pour les articles homonymes, voir Rose.
Amber Rose, née Amber Levonchuck, le 21 octobre 1983, est un modèle, actrice et personnalité mondaine américaine. Elle a été mariée au rappeur Wiz Khalifa, du 9 juillet 2013 à septembre 2014. Rose a notamment posé pour Louis Vuitton, pour la nouvelle ligne de chaussures de sport de Lamont Coleman.

## Biographie

### Jeunesse
Amber Rose est née d'un père originaire de Naples, en Italie, et d'une mère cap-verdienne, qui a vécu au sud de Philadelphie.

### Carrière
Amber a commencé sa carrière très jeune, en raison de la situation financière de sa famille. Elle a commencé par travailler comme strip-teaseuse pour payer ses dépenses. Elle s'est ensuite tournée vers le mannequinat et a commencé à décrocher des contrats de mannequinat. Dans le même temps, Rose fera de nombreuses apparitions dans des clips vidéos de rappeurs en tant que "vidéo vixen" et participera même au casting du clip du rappeur français Booba, "Illégal", tourné à New York en 2009,,.
Elle a fait néanmoins sa première apparition à l'écran dans le clip de Ludacris intitulé "What Them Girls Like". Ce clip a marqué une étape importante dans la carrière d'Amber Rose et a attiré l'attention du rappeur/chanteur Kanye West. Ils se fréquenteront par la suite, le couple étant régulièrement apparu dans les colonnes des magazines People.
En septembre 2009, Rose a annoncé son intention de lancer sa propre ligne de lunettes. Elle a marché sur le tapis rouge 
de la semaine de la mode de New York, pour Celestino. 
Rose a, par la suite, également fait des apparitions dans plusieurs vidéoclips, notamment dans What Them Girls Like de Ludacris, Vacation de Jeezy, God in Me de Mary Mary, Massive Attack de Nicki Minaj, You Be Killin' Em de Fabolous et No Sleep de Wiz Khalifa.
En novembre 2011, elle devient la porte-parole de Smirnoff.
Rose a réalisé son premier titre musical Fame, avec son ex-fiancé Wiz Khalifa, le 10 janvier 2012, suivi d'un second single, nommé Loaded, sorti le 6 février 2012. En 2012, elle prête également sa voix, de même que Rick Ross, pour le titre Never Been (Part II) de Wiz Khalifa, pour sa mixtape Taylor Allderdice (en).
Dès le 12 septembre 2016 elle participe à la 23e saison de l'émission Dancing with the Stars, au côté du danseur Maksim Chmerkovskiy. À noter que l'actuelle femme de Kanye West, Kim Kardashian, avait participé à la saison 7.
En 2016, Rose met en avant le mouvement de la Slutwalk déjà actif depuis 2011. Ce mouvement vise à promouvoir l'autonomie sexuelle des femmes et à dénoncer les actions de Slut-shaming. Amber Rose y participe pendant quatre années consécutives en compagnie de l'ex-strip-teaseuse Blac Chyna.
En 2017, afin de promouvoir la Slutwalk de cette année-là, Amber Rose déclenche une polémique en postant une photo d'elle dénudée dont l'anatomie peine à être voilé par une touffe de poils pubiens. La photo est censurée par Instagram à peine 4 heures après sa publication mais avait cependant eu le temps d'être largement relayée.

### Vie privée

#### Apparence
Les cheveux coupés très courts et teints en blond platine d'Amber Rose sont un hommage à son père, atteint d'un cancer. En février 2020, Amber Rose se tatoue sur le front les inscriptions "Bash Slash" en l'honneur de ses deux fils.

#### Romances et maternité
En 2008, Amber Rose connaît une notoriété soudaine à la suite de sa liaison avec le rappeur Kanye West, jusqu'à leur rupture en août 2010. La même année, Amber Rose fréquente brièvement l'athlète Reggie Bush. 
En mars 2012, elle se fiance avec le rappeur Wiz Khalifa. Ils deviennent les parents d'un garçon, Sebastian Taylor Thomaz, né le 21 février 2013. Le couple se sépare courant septembre 2014, des infidélités de Wiz Khalifa. Cependant, Amber déclarera à maintes reprises, entretenir de bons rapports avec ce dernier. 
En 2014, la presse fait état d'une brève relation entre Amber et l'attaquant camerounais Samuel Eto'o,. Durant l'année 2015, TMZ Sports révèle qu'Amber Rose fréquente le joueur de NFL Odell Beckham Jr. La même année, elle est en couple avec Machine Gun Kelly,,. 
Au cours du mois de janvier 2016, les médias rapportent qu'Amber Rose fréquente le rappeur Drake,,. En mars 2016, Amber Rose révèle son idylle avec le joueur de Basketball Terrence Ross. Il est révélé par la presse people que le mannequin a fréquenté le rappeur Akon en 2017. Elle a été en couple avec le rappeur 21 Savage entre 2017 et 2018 Elle avait également formé un couple avec French Montana,. 
Le 4 avril 2019, elle annonce qu'elle est enceinte de son second enfant, un garçon, avec son nouveau compagnon Alexander Edwards. Le 10 octobre 2019, elle accouche de son deuxième enfant prénommé Slash Electric. Le couple se sépare en août 2021 et Amber révèle les infidélités d'Edwards dans la foulée. 

#### Sexualité
Amber Rose est ouvertement bisexuelle. Elle a fréquenté la vixen girl Rosa Acosta durant un temps. En 2016, Amber déclare à la radio qu'elle a récemment participé à une orgie impliquant une autre fille et un garçon. Le mannequin affirme en garder un souvenir médiocre. 
Amber Rose a régulièrement été l'une des ambassadrices du mouvement de la SlutWalk, voulant prôner la liberté sexuelle des femmes dans leur plus large représentation.
En 2020, Amber Rose se lance sur Onlyfans.

## Filmographie

### Cinéma
- 2008 : Better Off Alone (court-métrage) de Derek Villarreal : Jennifer
- 2011 : J.A.W. (court-métrage) de Nate Parker : une fille
- 2012 : Gang of Roses 2: Next Generation de Jean-Claude La Marre : Tara X
- 2014 : School Dance de Nick Cannon : MarryWanna
- 2015 : Sister Code de Corey Grant : Lexi
- 2016 : What Happened Last Night de Candice Cook : Melanie

### Télévision
- 2007 : Hantise (A Haunting) : Jessie (1 épisode)
- 2014 : Selfie : Fit Brit (1 épisode)
- 2015 : Black-ish : Dominique (1 épisode)
- 2015-2016 : Inside Amy Schumer : elle-même / une fille (2 épisodes)